# Thomas Witton Davies

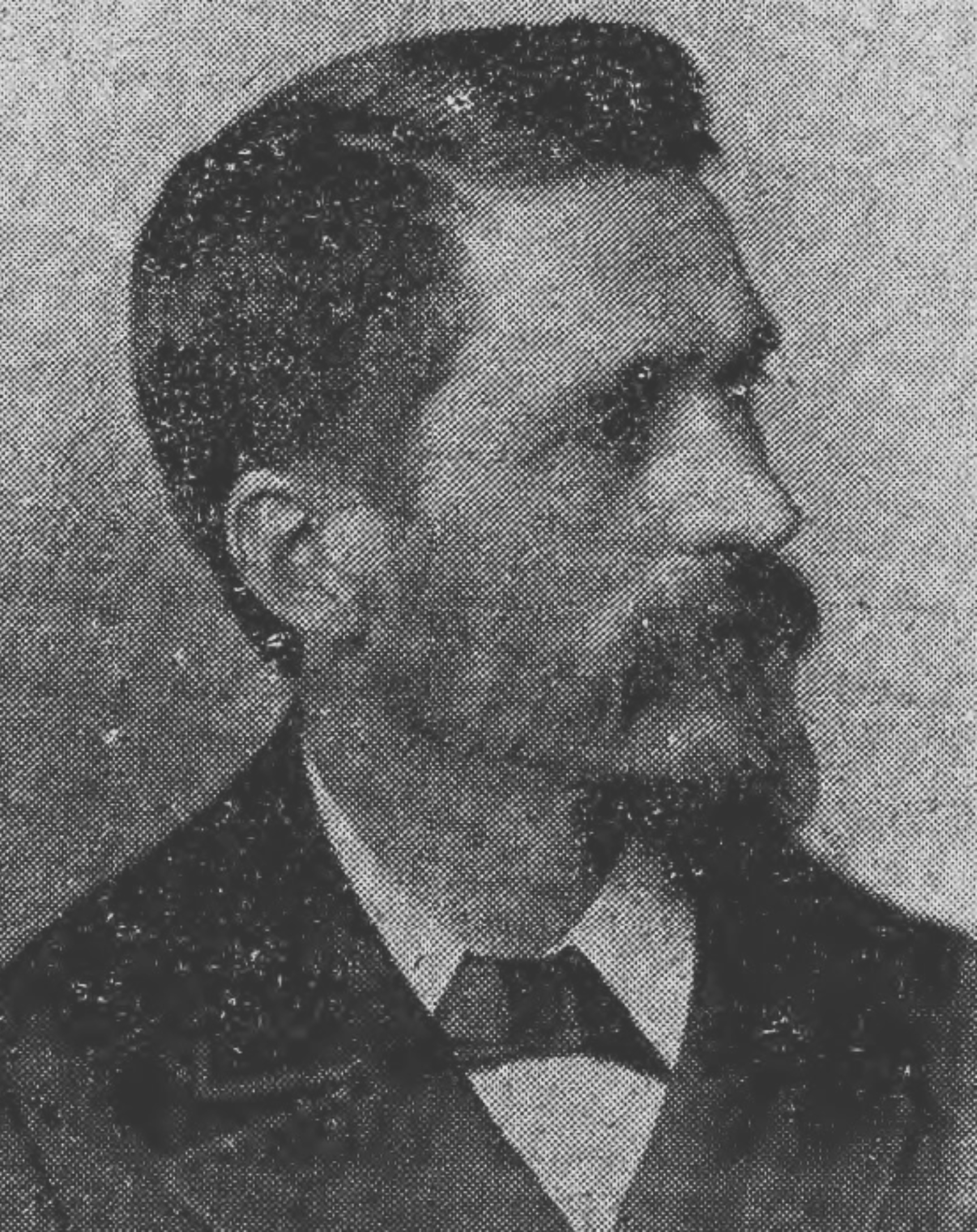
Thomas Witton Davies, 1893.

Thomas Witton Davies, född 1851, död 1923, var en brittisk orientalist.
Davies var baptistpastor och professor i semitiska språk vid University of North Wales.